# Festival di Berlino 2013

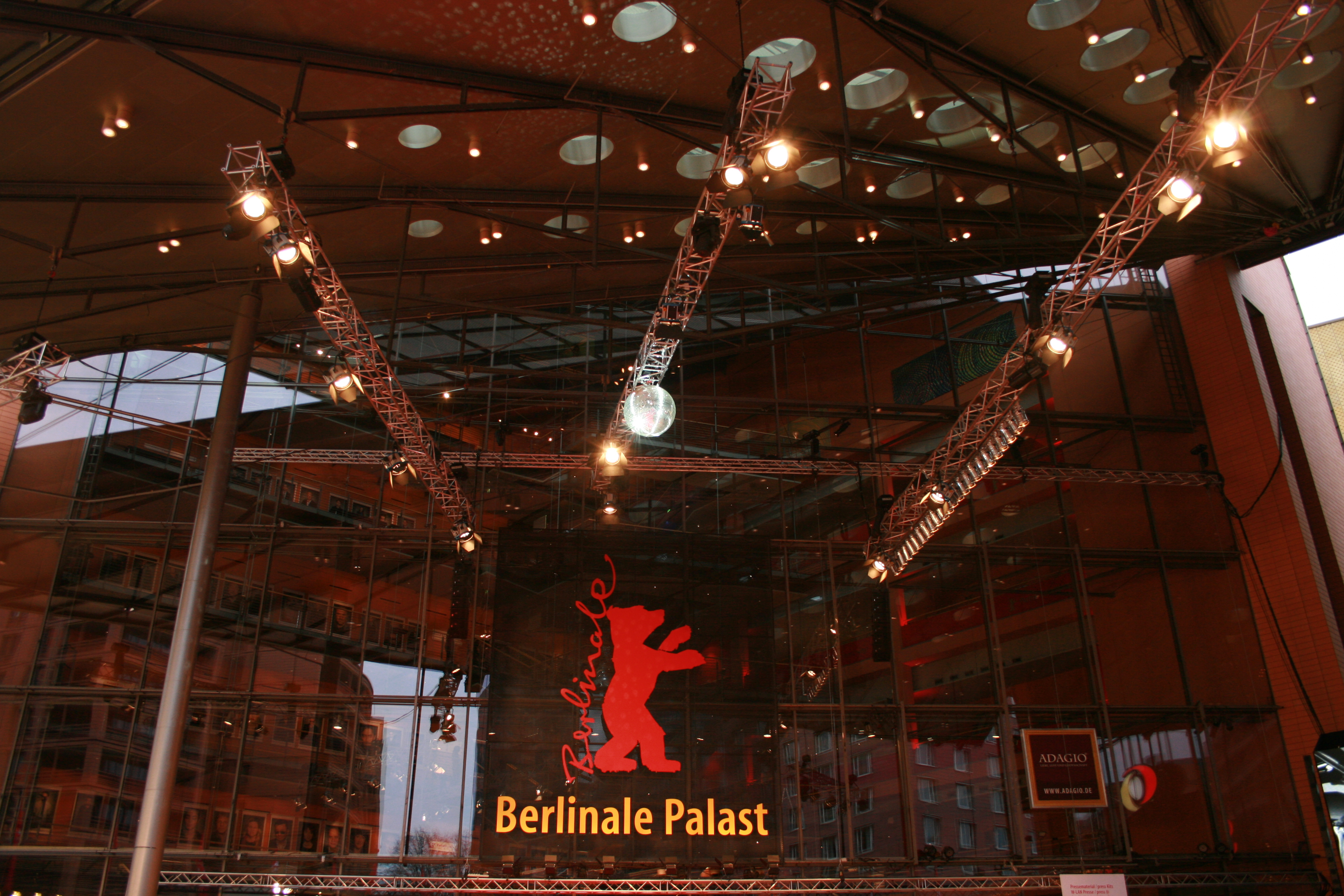
Il Theater am Potsdamer Platz nel quartiere di Tiergarten.

La 63ª edizione del Festival internazionale del cinema di Berlino si è svolta a Berlino dal 7 al 17 febbraio 2013, con il Theater am Potsdamer Platz come sede principale. Direttore del festival è stato per il dodicesimo anno Dieter Kosslick.
L'Orso d'oro è stato assegnato al film rumeno Il caso Kerenes di Călin Peter Netzer.
L'Orso d'oro alla carriera è stato assegnato al regista, sceneggiatore e produttore Claude Lanzmann, al quale è stata dedicata la sezione "Homage", mentre la Berlinale Kamera è stata assegnata all'attrice Isabella Rossellini, al regista, sceneggiatore e produttore Richard Linklater e al regista Rosa von Praunheim.
Molte sono state le novità di questa edizione. Oltre all’introduzione del Premio Heiner Carow, intitolato all'omonimo regista e sceneggiatore tedesco deceduto nel 1997 e assegnato a produzioni tedesche capaci di affrontare rilevanti questioni sociali e politiche, sono state inaugurate due nuove sezioni speciali: "Berlinale Classics", che ha offerto la visione di classici recentemente restaurati all'interno della retrospettiva, e "NATIVe - A Journey into Indigenous Cinema", dedicata alla narrazione dei popoli indigeni di tutto il mondo attraverso produzioni degli ultimi cinque decenni. Inoltre, nella sezione "Kinderfilmfest" la giuria internazionale "14plus" ha affiancato quella "Kplus" per l'assegnazione del Grand Prix e dello Special Prize.
Il festival è stato aperto dal film fuori concorso The Grandmaster di Wong Kar-wai, che ha presieduto la giuria internazionale, ed è stato chiuso dal vincitore dell'Orso d'oro.
La retrospettiva di questa edizione, intitolata "The Weimar Touch. The International Influence of Weimar Cinema After 1933", è stata dedicata all'impatto della Repubblica di Weimar sul cinema internazionale dalla salita al potere del nazismo fino agli anni cinquanta.

## Giurie

### Giuria internazionale
- Wong Kar-wai, regista, sceneggiatore e produttore (Cina) - Presidente di giuria[7]
- Susanne Bier, regista e sceneggiatrice (Danimarca)
- Andreas Dresen, regista e sceneggiatore (Germania)
- Ellen Kuras, direttrice della fotografia (Stati Uniti)
- Shirin Neshat, regista, fotografa e artista visuale (Iran)
- Tim Robbins, attore, regista, sceneggiatore e produttore (Stati Uniti)
- Athīna Rachīl Tsaggarī, regista, sceneggiatrice e produttrice (Grecia)

### Giuria "Opera prima"
- Oren Moverman, regista e sceneggiatore (Israele)[7]
- Taika Waititi, attore, regista e sceneggiatore (Nuova Zelanda)
- Lucy Walker, regista (Regno Unito)

### Giuria "Cortometraggi"
- Hong Hyung-sook, regista e sceneggiatrice (Corea del Sud)[7]
- Javier Fesser, regista e sceneggiatore (Spagna)
- Susanne Pfeffer, storica dell'arte e curatrice (Germania)

### Giurie "Generation"

#### Kinderjury/Jugendjury
Gli Orsi di cristallo sono stati assegnati da due giurie nazionali, la Kinderjury per la sezione "Kplus" e la Jugendjury per la sezione "14plus", composte rispettivamente da undici membri di 11-14 anni e sette membri di 14-18 anni selezionati dalla direzione del festival attraverso questionari inviati l'anno precedente.

#### Giurie internazionali
Nelle sezioni "Kplus" e  "14plus", il Grand Prix e lo Special Prize sono stati assegnati da due giurie internazionali composte, rispettivamente, da Jan Naszewski (Polonia), fondatore della società di distribuzione New Europe Film Sales, la regista e sceneggiatrice Rosario Garcia-Montero (Perù) e la scrittrice e sceneggiatrice Katharina Reschke (Germania), e da Xavier García Puerto (Spagna), direttore del Festival internazionale del cinema di Tarragona, il regista e sceneggiatore Andrew Okpeaha MacLean (Stati Uniti) e la regista e sceneggiatrice Lucy Mulloy (Cuba).

## Selezione ufficiale

### In concorso
- Camille Claudel 1915, regia di Bruno Dumont (Francia)
- Il caso Kerenes (Pozitia copilului), regia di Călin Peter Netzer (Romania)
- Charlie Countryman deve morire (The Necessary Death of Charlie Countryman), regia di Fredrik Bond (USA, Romania)
- Closed Curtain (Pardé), regia di Jafar Panahi e Kambuzia Partovi (Iran)
- Dolgaya schastlivaya zhizn, regia di Boris Khlebnikov (Russia)
- Effetti collaterali (Side Effects), regia di Steven Soderbergh (USA)
- Elle s'en va, regia di Emmanuelle Bercot (Francia)
- Epizoda u životu berača željeza, regia di Danis Tanović (Bosnia-Erzegovina, Francia, Slovenia)
- Gloria, regia di Sebastián Lelio (Cile, Spagna)
- Gold, regia di Thomas Arslan (Germania, Canada)
- Layla Fourie, regia di Pia Marais (Germania, Sudafrica, Francia, Paesi Bassi)
- Lezioni di armonia (Uroki garmonii), regia di Emir Baigazin (Kazakistan, Germania, Francia)
- Nugu-ui ttal-do anin Hae-won, regia di Sang-soo Hong (Corea del Sud)
- Paradise: Hope (Paradies: Hoffnung), regia di Ulrich Seidl (Austria, Francia, Germania)
- Prince Avalanche, regia di David Gordon Green (USA)
- Promised Land, regia di Gus Van Sant (USA)
- La religiosa (La religieuse), regia di Guillaume Nicloux (Francia, Germania, Belgio)
- Vic + Flo ont vu un ours, regia di Denis Côté (Canada)
- In the Name Of (W imię...), regia di Małgorzata Szumowska (Polonia)

### Fuori concorso
- Before Midnight, regia di Richard Linklater (USA, Grecia)
- I Croods (The Croods), regia di Kirk DeMicco e Chris Sanders (USA)
- Dark Blood, regia di George Sluizer (USA, Regno Unito, Paesi Bassi)
- The Grandmaster (Yi dai zong shi), regia di Wong Kar-wai (Hong Kong, Cina)
- Treno di notte per Lisbona (Night Train to Lisbon), regia di Bille August (Germania, Svizzera, Portogallo)

### Cortometraggi
- 2011 12 30, regia di Leontine Arvidsson (Svezia)
- About Ndugu, regia di David Muñoz (Spagna)
- À coup de couteau denté, regia di Clément Decaudin (Francia)
- Ashura, regia di Köken Ergun (Turchia, Germania)
- L'attesa (Al Intithar), regia di Mario Rizzi (Italia, Emirati Arabi Uniti)
- Ba bi lun shao nian, regia di Zhou Yan (Cina)
- Beshivhey Hayom, regia di Oren Adaf (Israele)
- Between Regularity and Irregularity, regia di Masahiro Tsutani (Giappone)
- Una ciudad en una ciudad, regia di Cylixe (Germania)
- Echo, regia di Merlin Flügel (Germania)
- Forst, regia di Ulu Braun (Germania, Finlandia)
- La fugue, regia di Jean-Bernard Marlin (Francia)
- Hypozentrum, regia di Xenia Yvon Lesniewski (Germania)
- Ja, kada sam bila klinac, bila sam klinka, regia di Ivana Todorovic (Serbia)
- Khutwa Khutwa, regia di Ossama Mohammed (Siria)
- Kwaku Ananse, regia di Akosua Adoma Owusu (Ghana, USA, Messico)
- Love Games, regia di Joung Yumi (Corea del Sud)
- Misterio, regia di Chema García Ibarra (Spagna)
- Mugon no joukyaku, regia di Hirofumi Nakamoto (Giappone)
- Primate Cinema: Apes as Family, regia di Rachel Mayeri (USA, Regno Unito)
- Die Ruhe bleibt, regia di Stefan Kriekhaus (Germania)
- La sainteté, regia di Ahd (Francia, Arabia Saudita)
- Ta av mig, regia di Victor Lindgren (Svezia)
- Tabatô, regia di João Viana (Portogallo, Guinea-Bissau)
- Traumfrau, regia di Oliver Schwarz (Svizzera, Germania)
- Utan titel, regia di Leontine Arvidsson (Svezia)
- Uzushio: Seto Current, regia di Naoto Kawamoto (Giappone)
- Whaled Women, regia di Ewa Einhorn e Jeuno Je Kim (Svezia)

### Berlinale Special
- Assistance mortelle, regia di Raoul Peck (Francia, Haiti, USA, Belgio)
- The Crash Reel, regia di Lucy Walker (USA)
- Gold - Du kannst mehr als du denkst, regia di Michael Hammon (Germania)
- The Look of Love, regia di Michael Winterbottom (Regno Unito)
- Mein Weg nach Olympia, regia di Niko von Glasow (Germania)
- La migliore offerta, regia di Giuseppe Tornatore (Italia)
- Les Misérables, regia di Tom Hooper (USA, Regno Unito)
- Rosakinder, regia di Chris Kraus, Axel Ranisch, Robert Thalheim, Tom Tykwer e Julia von Heinz (Germania)
- The Spirit of '45, regia di Ken Loach (Regno Unito)
- Tokyo Family (Tōkyō kazoku), regia di Yōji Yamada (Giappone)
- Top of the Lake - Il mistero del lago (Top of the Lake), regia di Jane Campion, Garth Davis e Ariel Kleiman (Regno Unito, Australia, Nuova Zelanda)
- Unter Menschen, regia di Christian Rost e Claus Strigel (Germania, Austria, Ungheria)

### Panorama
- Alabama Monroe - Una storia d'amore (The Broken Circle Breakdown), regia di Felix Van Groeningen (Belgio, Paesi Bassi)
- Alam laysa lana, regia di Mahdi Fleifel (Regno Unito, Libano, Danimarca, Emirati Arabi Uniti)
- Art/Violence, regia di Udi Aloni, Mariam Abu Khaled e Batoul Taleb (Palestina, Israele, USA)
- L'atto di uccidere (The Act of Killing), regia di Joshua Oppenheimer (USA, Danimarca, Norvegia)
- Baek-ya, regia di Hee-il Leesong (Corea del Sud)
- Bambi, regia di Sébastien Lifshitz (Francia)
- Belleville Baby, regia di Mia Engberg (Svezia)
- Bopha Pitorng Chhomnas Tekpleang, regia di Sao Sopheak (Cambogia)
- Born This Way, regia di Shaun Kadlec e Deb Tullmann (USA, Camerun)
- Boven is het stil, regia di Nanouk Leopold (Paesi Bassi, Germania)
- Chemi sabnis naketsi, regia di Zaza Rusadze (Georgia)
- Concussion, regia di Stacie Passon (USA)
- Deshora, regia di Barbara Sarasola-Day (Argentina, Colombia, Norvegia)
- Le djassa a pris feu, regia di Lonesome Solo (Costa d'Avorio, Francia)
- Don Jon, regia di Joseph Gordon-Levitt (USA)
- Dwitdamhwa, gamdokyi micheotseoyo, regia di Je-yong Lee (Corea del Sud)
- Exposed, regia di Beth B (USA)
- Fifi az khoshhali zooze mikeshad, regia di Mitra Farahani (USA, Iran, Francia)
- Frances Ha, regia di Noah Baumbach (USA, Brasile)
- Gut Renovation, regia di Su Friedrich (USA)
- Habi, la extranjera, regia di María Florencia Álvarez (Argentina, Brasile)
- Hayatboyu, regia di Asli Özge (Turchia, Germania, Paesi Bassi)
- Inch'Allah, regia di Anaïs Barbeau-Lavalette (Canada, Francia)
- Interior. Leather Bar., regia di James Franco e Travis Mathews (USA)
- Jury, regia di Dong-ho Kim (Corea del Sud)
- Kai po che!, regia di Abhishek Kapoor (India)
- Kashi-ggot, regia di Donku Lee (Corea del Sud)
- Die Legende von Paul und Paula, regia di Heiner Carow (Germania Est)
- Lose Your Head, regia di Stefan Westerwelle e Patrick Schuckmann (Germania)
- Lovelace, regia di Rob Epstein e Jeffrey Friedman (USA)
- La Maison de la radio, regia di Nicolas Philibert (Francia, Giappone)
- Maladies, regia di Carter (USA)
- Meine Schwestern, regia di Lars Kraume (Germania, Francia)
- Mes séances de lutte, regia di Jacques Doillon (Francia)
- Ming tian ji de ai shang wo, regia di Arvin Chen (Taiwan)
- Naked Opera, regia di Angela Christlieb (Lussemburgo, Germania)
- Narco Cultura, regia di Shaul Schwarz (USA, Messico)
- Out in Ost-Berlin: Lesben und Schwule in der DDR, regia di Jochen Hick e Andreas Strohfeldt (Germania)
- Parade, regia di Olivier Meyrou (Francia, USA)
- Paul Bowles: The Cage Door is Always Open, regia di Daniel Young (Svizzera, Marocco)
- La piscina, regia di Carlos Quintela (Cuba, Spagna, Venezuela)
- Flores Raras, regia di Bruno Barreto (Brasile)
- Rock Ba-Casba, regia di Yariv Horowitz (Israele, Francia)
- Roland Klick: The Heart Is a Hungry Hunter, regia di Sandra Prechtel (Germania)
- Salma, regia di Kim Longinotto (Regno Unito, India)
- Sing Me the Songs That Say I Love You: A Concert for Kate McGarrigle, regia di Lian Lunson (USA)
- Soguk, regia di Ugur Yücel (Turchia)
- Something in the Way, regia di Teddy Soeriaatmadja (Indonesia)
- State 194, regia di Dan Setton (USA, Israele)
- Tanta agua, regia di Ana Guevara e Leticia Jorge (Uruguay, Messico, Paesi Bassi, Germania)
- TPB AFK: The Pirate Bay Away from Keyboard, regia di Simon Klose (Svezia, Danimarca, Norvegia, Regno Unito, Paesi Bassi, Germania)
- Upstream Color, regia di Shane Carruth (USA)
- Workers, regia di Jose Luis Valle (Messico, Germania)
- Yesterday Never Ends (Ayer no termina nunca), regia di Isabel Coixet (Spagna)
- Youth, regia di Tom Shoval (Israele, Germania, Francia)

### Forum
- ...Moddhikhane Char, regia di Sourav Sarangi (India, Giappone, Italia, Danimarca, Norvegia)
- Die 727 Tage ohne Karamo, regia di Anja Salomonowitz (Austria)
- A batalha de Tabatô, regia di João Viana (Guinea-Bissau, Portogallo)
- Al-khoroug lel-nahar, regia di Hala Lotfy (Egitto, Emirati Arabi Uniti)
- Cheongchun-eui sipjaro, regia di Jong-hwa Ahn (Corea)
- Computer Chess, regia di Andrew Bujalski (USA)
- Le cousin Jules, regia di Dominique Benicheti (Francia)
- Echolot, regia di Athanasios Karanikolas (Germania)
- Elelwani, regia di Ntshaveni Wa Luruli (Sudafrica)
- Fahtum pandinsoong, regia di Nontawat Numbenchapol (Thailandia, Cambogia, Francia)
- La figlia (I kori), regia di Thanos Anastopoulos (Grecia, Italia)
- Fynbos, regia di Harry Patramanis (Sudafrica, Grecia, USA)
- Grzeli nateli dgeebi, regia di Nana Ekvtimishvili e Simon Groß (Georgia, Germania, Francia)
- Halbschatten, regia di Nicolas Wackerbarth (Germania, Francia)
- Hélio Oiticica, regia di Cesar Oiticica Filho (Brasile)
- I aionia epistrofi tou Antoni Paraskeva, regia di Elina Psikou (Grecia, Repubblica Ceca)
- I Used to Be Darker, regia di Matthew Porterfield (USA)
- Je ne suis pas mort, regia di Mehdi Ben Attia (Francia)
- Kanko no machi, regia di Keisuke Kinoshita (Giappone)
- Katiyabaaz, regia di Deepti Kakkar e Fahad Mustafa (India, USA)
- Konyaku yubiwa, regia di Keisuke Kinoshita (Giappone)
- Krugovi, regia di Srdan Golubović (Serbia, Germania, Francia, Slovenia, Croazia)
- Kujira no machi, regia di Keiko Tsuruoka (Giappone)
- Kya hua is shahar ko?, regia di Deepa Dhanraj (India)
- Lamma shoftak, regia di Annemarie Jacir (Palestina, Giordania, Grecia, Emirati Arabi Uniti)
- La Paz, regia di Santiago Loza (Argentina)
- Matar extraños, regia di Nicolás Pereda e Jacob Secher Schulsinger (Messico, Danimarca)
- Materia oscura, regia di Massimo D'Anolfi e Martina Parenti (Italia)
- Das merkwürdige Kätzchen, regia di Ramon Zürcher (Germania)
- Le météore, regia di François Delisle (Canada)
- Mo sheng, regia di Ling Quan (Cina)
- Obrana i zastita, regia di Bobo Jelcic (Croazia, Bosnia-Erzegovina)
- Onna, regia di Keisuke Kinoshita (Giappone)
- La plaga, regia di Neus Ballús (Spagna, Francia, Germania)
- Portrait of Jason, regia di Shirley Clarke (USA)
- Sakura namiki no mankai no shita ni, regia di Atsushi Funahashi (Giappone)
- Senzo ni naru, regia di Kaoru Ikeya (Giappone)
- Shirley: Visions of Reality, regia di Gustav Deutsch (Austria)
- Shitô no densetsu, regia di Keisuke Kinoshita (Giappone)
- Sieniawka, regia di Marcin Malaszczak (Germania, Polonia)
- A Single Shot, regia di David M. Rosenthal (Regno Unito, USA, Canada)
- Stemple Pass, regia di James Benning (USA)
- Sto lyko, regia di Aran Hughes e Christina Koutsospyrou (Grecia, Francia, Regno Unito)
- Terra de ninguém, regia di Salomé Lamas (Portogallo)
- Tian mi mi, regia di Chao-jen Hsu (Taiwan)
- Vaters Garten - Die Liebe meiner Eltern, regia di Peter Liechti (Svizzera)
- Viola, regia di Matías Piñeiro (Argentina, USA)
- The Weight of Elephants, regia di Daniel Borgman (Danimarca, Nuova Zelanda, Germania, Svezia)
- Yûyake-gumo, regia di Keisuke Kinoshita (Giappone)
- Za Marksa..., regia di Svetlana Baskova (Russia)

### Generation
- The Amber Amulet, regia di Matthew Moore (Australia)
- Anina, regia di Alfredo Soderguit (Uruguay, Colombia)
- Äta lunch, regia di Sanna Lenken (Svezia)
- Barefoot, regia di Danis Goulet (Canada)
- Bejbi blues, regia di Katarzyna Roslaniec (Polonia)
- Black Horn Night Heron, regia di Miriam Ditchfield (Singapore)
- Cahaya, regia di Jean Lee (USA, Indonesia, Singapore)
- The Chair, regia di Grainger David (USA)
- Chihi o tori ni, regia di Ryôta Nakano (Giappone)
- Cheong, regia di Jung-In Kim (Corea del Sud)
- Cita-Citaku setinggi tanah, regia di Eugene Panji (Indonesia)
- The Cold Lands, regia di Tom Gilroy (USA)
- Destimação, regia di Ricardo de Podestá (Brasile)
- Dina & Noel, regia di Sivan Levy e Natalie Melamed (Israele)
- Djur jag dödade förra sommaren, regia di Gustav Danielsson (Svezia)
- Don't Expect Praises, regia di Jin Yang (Cina, Corea del Sud)
- Eskil & Trinidad, regia di Stephan Apelgren (Svezia)
- La eterna noche de las doce lunas, regia di Priscilla Padilla (Colombia)
- Ezi un lielpilseta, regia di Evalds Lacis (Lettonia)
- Um fim do mundo, regia di Pedro Pinho (Portogallo)
- Flight of the Pompadour, regia di Karan Kandhari (Regno Unito)
- Första gången, regia di Anders Hazelius (Svezia)
- Hannah and the Moon, regia di Kate Charter (Regno Unito)
- Happy Birthday, regia di Muhand Heayl (Iraq, Ungheria, Regno Unito, Paesi Bassi)
- Hide Your Smiling Faces, regia di Daniel Patrick Carbone (USA)
- I'm Going to Mum's, regia di Lauren Jackson (Nuova Zelanda)
- Jîn, regia di Reha Erdem (Turchia, Germania)
- Kopfüber, regia di Bernd Sahling (Germania)
- Köttbullarna och mobbångrarna, regia di Johan Hagelbäck (Svezia)
- Krot na more, regia di Anna Kadykova (Russia)
- Mammu, es Tevi milu, regia di Janis Nords (Lettonia)
- Marussia, regia di Eva Pervolovici (Francia, Russia)
- Matilde, regia di Vito Palmieri (Italia)
- Myeong-wang-song, regia di Su-won Shin (Corea del Sud)
- My Father's Truck, regia di Mauricio Osaki (Brasile, Vietnam)
- Nashorn im Galopp, regia di Erik Schmitt (Germania)
- Ni guang fei xiang, regia di Jung-chi Chang (Taiwan)
- Ninja & Soldier, regia di Isamu Hirabayashi (Giappone)
- Niño Árbol, regia di Waldo Salgado (Cile)
- Nono, het Zigzag Kind, regia di Vincent Bal (Paesi Bassi, Belgio)
- Ödland - Damit keiner das so mitbemerkt, regia di Anne Kodura (Germania)
- L'ombrello blu (The Blue Umbrella), regia di Saschka Unseld (USA)
- O Pacote, regia di Rafael Aidar (Brasile)
- Princesas rojas, regia di Laura Astorga (Costa Rica, Venezuela)
- Rabbitland, regia di Nikola Majdak Jr. e Ana Nedeljkovic (Serbia)
- The Rocket, regia di Kim Mordaunt (Australia, Thailandia, Laos)
- Rosa, zusje van Anna, regia di Janet Van den Brand (Belgio)
- Roubahi keh beh donbal-e seda raft, regia di Fatemeh Goudarzi (Iran)
- Satellite Boy, regia di Catriona McKenzie (Australia)
- Shopping, regia di Mark Albiston e Louis Sutherland (Nuova Zelanda)
- Sonyacha Aamba, regia di Govinda Raju (India)
- Summer Suit, regia di Bec Peniston-Bird (Australia)
- Tang Wong, regia di Kongdej Jaturanrasamee (Thailandia)
- Tough Bond, regia di Austin Peck e Anneliese Vandenberg (USA)
- Treffit, regia di Jenni Toivoniemi (Finlandia)
- Twa Timoun, regia di Jonas D'Adesky (Belgio, Haiti)
- Yardbird, regia di Michael Spiccia (Australia)
- The Yearning Room, regia di Minka Jakerson (Svezia)
- You Like It, I Love It, regia di James Vaughan (Australia)
- Zima prishla, regia di Vassiliy Shlychkov (Russia)

### Perspektive Deutsches Kino
- Anatomie des Weggehens, regia di Oliver Tataru (Germania, Romania)
- Chiralia, regia di Santiago Gil (Germania)
- Dead, regia di Sven Halfar (Germania)
- Einzelkämpfer, regia di Sandra Kaudelka (Germania)
- Endzeit, regia di Sebastian Fritzsch (Germania, Austria)
- Freier Fall, regia di Stephan Lacant (Germania)
- Der Glanz des Tages, regia di Tizza Covi e Rainer Frimmel (Austria)
- Kalifornia, regia di Laura Mahlberg (Germania)
- Metamorphosen, regia di Sebastian Mez (Germania)
- Die mit dem Bauch tanzen, regia di Carolin Genreith (Germania)
- Reality 2.0, regia di Víctor Orozco Ramírez (Messico, Germania)
- Silvi, regia di Nico Sommer (Germania)
- Die Wiedergänger, regia di Andreas Bolm (Germania)
- Zwei Mütter, regia di Anne Zohra Berrached (Germania)

### Retrospettiva
- Anche i boia muoiono (Hangmen Also Die!), regia di Fritz Lang (USA)
- A qualcuno piace caldo (Some Like It Hot), regia di Billy Wilder (USA)
- Il capitano Mollenard (Mollenard), regia di Robert Siodmak (Francia)
- Car of Dreams, regia di Graham Cutts e Austin Melford (Regno Unito)
- Casablanca, regia di Michael Curtiz (USA)
- Le catene della colpa (Out of the Past), regia di Jacques Tourneur (USA)
- Com'era verde la mia valle (How Green Was My Valley), regia di John Ford (USA)
- Confessioni di una spia nazista (Confessions of a Nazi Spy), regia di Anatole Litvak (USA)
- Il corvo (Le corbeau), regia di Henri-Georges Clouzot (Francia)
- La donna di picche (The Queen of Spades), regia di Thorold Dickinson (Regno Unito)
- Einmal eine große Dame sein, regia di Gerhard Lamprecht (Germania)
- Ergens in Nederland, regia di Ludwig Berger (Paesi Bassi)
- First a Girl, regia di Victor Saville (Regno Unito)
- Furia (Fury), regia di Fritz Lang (USA)
- Gado Bravo, regia di António Lopes Ribeiro e Max Nosseck (Portogallo)
- Le golem, regia di Julien Duvivier (Cecoslovacchia, Francia)
- Het mysterie van de Mondscheinsonate, regia di Kurt Gerron (Paesi Bassi)
- L'imboscata (Pièges), regia di Robert Siodmak (Francia)
- Incatenata (The Chase), regia di Arthur Ripley (USA)
- L'infernale Quinlan (Touch of Evil), regia di Orson Welles (USA)
- Lasciate fare alle donne (Glückskinder), regia di Paul Martin (Germania)
- Lettera da una sconosciuta (Letter from an Unknown Woman), regia di Max Ophüls (USA)
- M, regia di Joseph Losey (USA)
- Nessuno sfuggirà (None Shall Escape), regia di André De Toth (USA)
- Il pazzo di Hitler (Hitler's Madman), regia di Douglas Sirk (USA)
- Peter, regia di Henry Koster (USA, Ungheria, Austria)
- I ragazzi del retrobottega (The Small Back Room), regia di Michael Powell e Emeric Pressburger (Regno Unito)
- Gli scherzi del denaro (Komedie om geld), regia di Max Ophüls (Paesi Bassi)
- Sogno di una notte di mezza estate (A Midsummer Night's Dream), regia di William Dieterle e Max Reinhardt (USA)
- Vittorio e Vittoria (Viktor und Viktoria), regia di Reinhold Schünzel (Germania)
- Vogliamo vivere! (To Be or Not to Be), regia di Ernst Lubitsch (USA)

### Homage
- Pourquoi Israel, regia di Claude Lanzmann (Israele, Francia)
- Le rapport Karski, regia di Claude Lanzmann (Francia)
- Shoah, regia di Claude Lanzmann (Francia, Regno Unito)
- Sobibor - 14 Ottobre 1943, ore 16.00 (Sobibór, 14 octobre 1943, 16 heures), regia di Claude Lanzmann (Francia)
- Tsahal, regia di Claude Lanzmann (Francia, Germania)
- Un vivo che passa (Un vivant qui passe), regia di Claude Lanzmann (Francia, Germania)

### Berlinale Classics
- Cabaret, regia di Bob Fosse (USA)
- Il delitto perfetto (Dial M for Murder), regia di Alfred Hitchcock (USA) - Anteprima europea della versione digitale in 3-D
- Fronte del porto (On the Waterfront), regia di Elia Kazan (USA) - Anteprima mondiale della versione digitale restaurata
- Lo studente di Praga (Der Student von Prag), regia di Paul Wegener (Germania) - Anteprima mondiale della versione digitale restaurata
- Viaggio a Tokyo (Tôkyô monogatari), regia di Yasujirō Ozu (Giappone) - Anteprima mondiale della versione digitale restaurata

### Culinary Cinema
- L'amour des moules, regia di Willemiek Kluijfhout (Paesi Bassi, Belgio)
- Couscous Island, regia di Francesco Amato e Stefano Scarafia (Italia)
- The Fruit Hunters, regia di Yung Chang (Canada)
- Una Furtiva Lagrima, regia di Carlo Vogele (USA)
- GMO OMG, regia di Jeremy Seifert (USA, Haiti, Norvegia)
- Haleema, regia di Boris Schaarschmidt (Germania, USA)
- Jadoo, regia di Amit Gupta (Regno Unito)
- Make Hummus Not War, regia di Trevor Graham (Regno Unito, USA, Palestina, Libano, Israele, Australia)
- The Moo Man, regia di Andy Heathcote e Heike Bachelier (Regno Unito)
- Oltre il giardino (Being There), regia di Hal Ashby (USA)
- Perú Sabe, regia di Jesús M. Santos (Perù, Spagna)
- Red Obsession, regia di David Roach e Warwick Ross (Australia, Cina, Francia, Regno Unito, Hong Kong)
- La rizière, regia di Xiaoling Zhu (Francia, Cina)
- Slow Food Story, regia di Stefano Sardo (Italia, Irlanda)
- Sueños de cocina, regia di Felipe Ugarte (Spagna)

### NATIVe - A Journey into Indigenous Cinema
- 10 canoe (Ten Canoes), regia di Rolf de Heer e Peter Djigirr (Australia)
- Atanarjuat il corridore (Atanarjuat), regia di Zacharias Kunuk (Canada)
- The Ballad of Crowfoot, regia di Willie Dunn (Canada)
- Bastion Point: Day 507, regia di Merata Mita, Leon Narbey e Gerd Polhmann (Nuova Zelanda)
- Beneath Clouds, regia di Ivan Sen (Australia)
- Boy, regia di Taika Waititi (Nuova Zelanda)
- Circle of the Sun, regia di Colin Low (Canada)
- Ebony Society, regia di Tammy Davis (Nuova Zelanda)
- The Exiles, regia di Kent Mackenzie (USA)
- From Sand to Celluloid: Payback, regia di Warwick Thornton (Australia)
- Green Bush, regia di Warwick Thornton (Australia)
- Nana, regia di Warwick Thornton (Australia)
- Ngangkari, regia di Erica Glynn (Australia)
- O le tulafale, regia di Tusi Tamasese (Nuova Zelanda)
- On the Ice, regia di Andrew Okpeaha MacLean (USA)
- Le rêve d'une mère, regia di Cherilyn Papatie (Canada)
- Richard Cardinal: Cry from the Diary of a Métis Child, regia di Alanis Obomsawin (Canada)
- Samson and Delilah, regia di Warwick Thornton (Australia)
- Skins, regia di Chris Eyre (USA)
- Sotto il segno di Orione (Ngati), regia di Barry Barclay (Nuova Zelanda)
- Te Whakarauora Tangata, regia di Merata Mita (Nuova Zelanda)
- Trudell, regia di Heather Rae (USA)
- Turangawaewae, a Place to Stand, regia di Cathy Macdonald (USA)
- Two Cars, One Night, regia di Taika Waititi (Nuova Zelanda)

## Premi

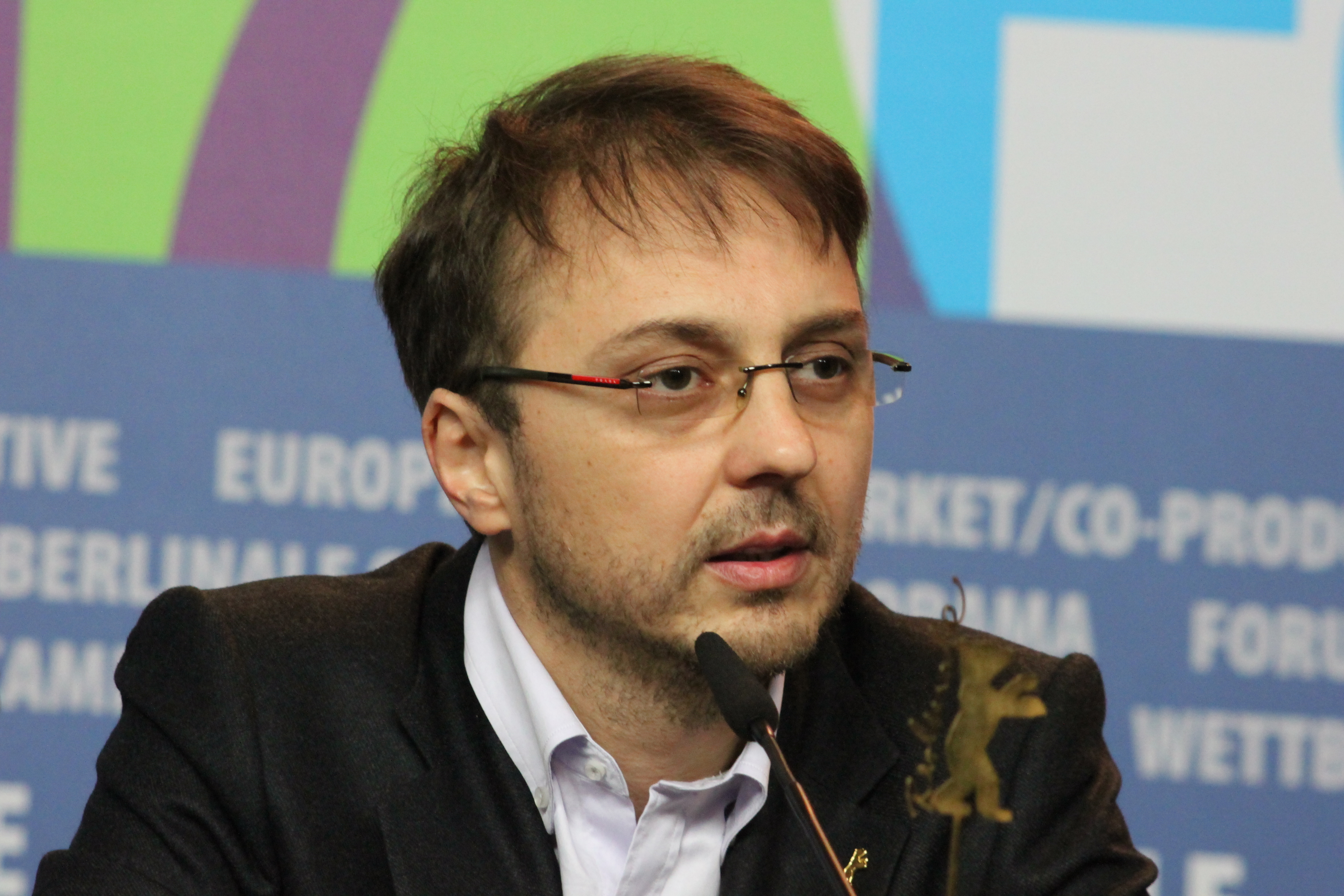
Il vincitore dell'Orso d'oro Călin Peter Netzer

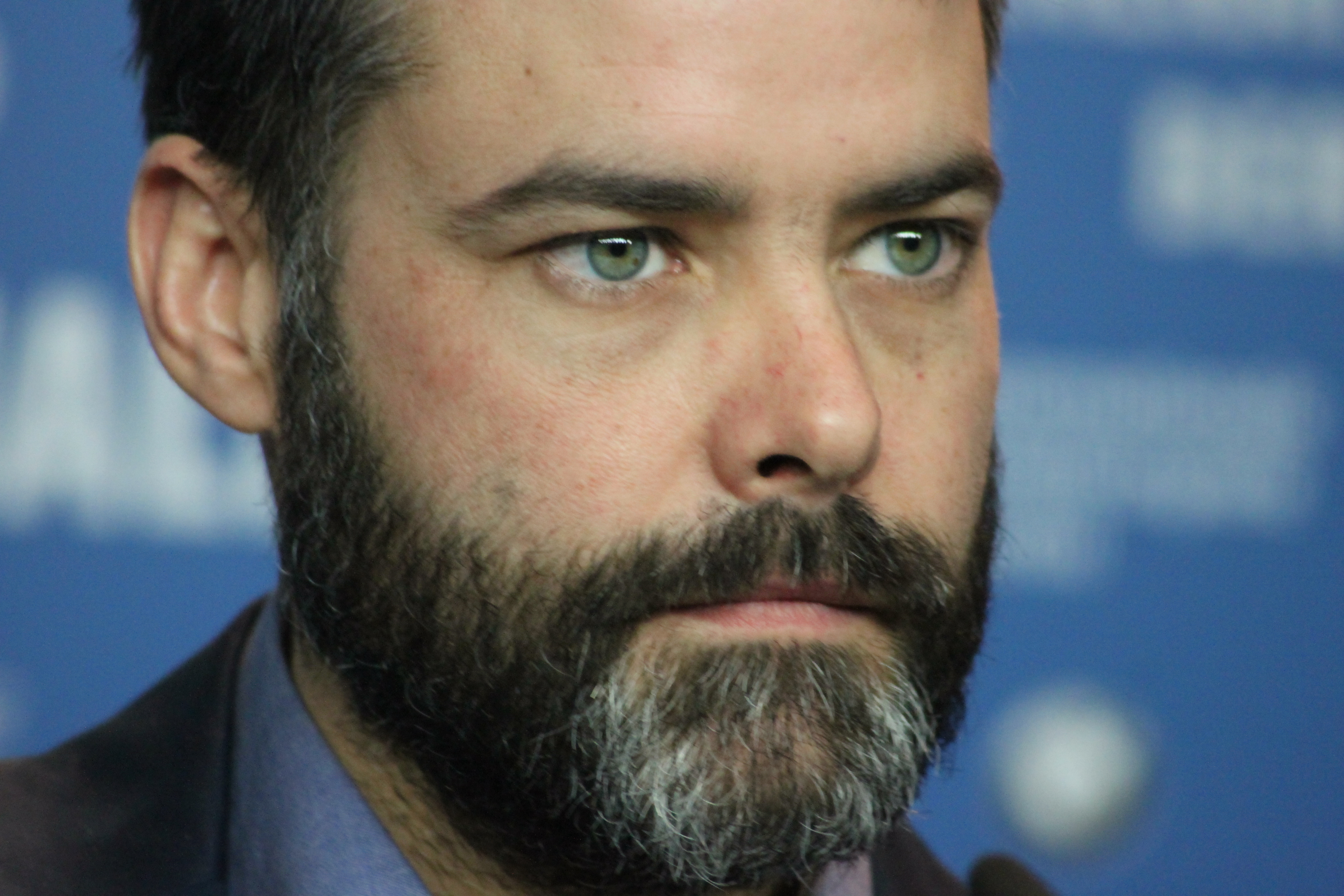
Il regista Sebastián Lelio, vincitore del Guild Film Prize e del Premio della giuria ecumenica per Gloria

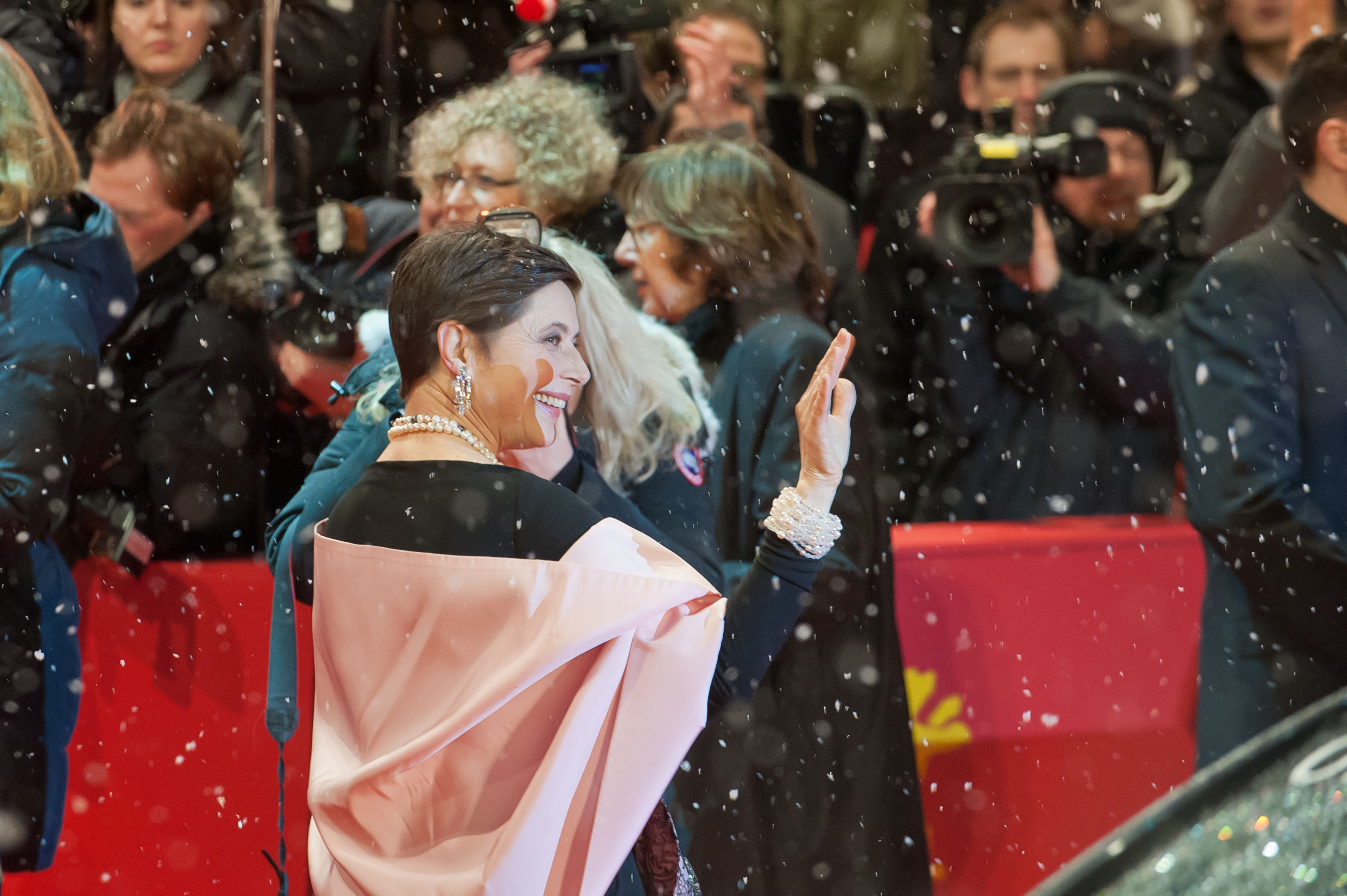
Isabella Rossellini, una delle vincitrici della Berlinale Kamera

### Premi della giuria internazionale
- Orso d'oro per il miglior film: Il caso Kerenes di Călin Peter Netzer
- Orso d'argento per il miglior regista: David Gordon Green per Prince Avalanche
- Orso d'argento per la migliore attrice: Paulina García per Gloria
- Orso d'argento per il miglior attore: Nazif Mujić per Epizoda u životu berača željeza
- Orso d'argento per la migliore sceneggiatura: Jafar Panahi per Closed Curtain
- Orso d'argento per il miglior contributo artistico: Aziz Zhambakiyev per la fotografia di Lezioni di armonia
- Orso d'argento, gran premio della giuria: Epizoda u životu berača željeza di Danis Tanović
- Menzione speciale:
  - Promised Land di Gus Van Sant
  - Layla Fourie di Pia Marais
- Premio Alfred Bauer: Vic + Flo ont vu un ours di Denis Côté

### Premi onorari
- Orso d'oro alla carriera: Claude Lanzmann
- Berlinale Kamera: Isabella Rossellini, Richard Linklater, Rosa von Praunheim

### Premi della giuria "Opera prima"
- Miglior opera prima: The Rocket di Kim Mordaunt
- Menzione speciale: A batalha de Tabatô di João Viana

### Premi della giuria "Cortometraggi"
- Orso d'oro per il miglior cortometraggio: La fugue di Jean-Bernard Marlin
- Orso d'argento, premio della giuria (cortometraggi): Die Ruhe bleibt di Stefan Kriekhaus
- Menzione speciale: Ashura di Köken Ergun
- Berlin Short Film Nominee for the European Film Awards: Misterio di Chema García Ibarra
- DAAD Short Film Award: Tabatô di João Viana

### Premi delle giurie "Generation"
- Children's Jury Generation Kplus
- Orso di cristallo per il miglior film: The Rocket di Kim Mordaunt
- Menzione speciale: Satellite Boy di Catriona McKenzie
- Orso di cristallo per il miglior cortometraggio: The Amber Amulet di Matthew Moore
- Menzione speciale: Ezi un lielpilseta di Evalds Lacis

- International Jury Generation Kplus
- Grand Prix per il miglior film: Mammu, es Tevi milu di Janis Nords
- Menzione speciale: Satellite Boy di Catriona McKenzie
- Special Prize per il miglior cortometraggio: Cheong di Jung-In Kim
- Menzione speciale: Ezi un lielpilseta di Evalds Lacis

- Youth Jury Generation 14plus
- Orso di cristallo per il miglior film: Bejbi blues di Katarzyna Roslaniec
- Menzione speciale: Myeong-wang-song di Su-won Shin
- Orso di cristallo per il miglior cortometraggio: Rabbitland di Nikola Majdak Jr. e Ana Nedeljkovic
- Menzione speciale: Treffit di Jenni Toivoniemi

- International Jury Generation 14plus
- Grand Prix per il miglior film: Shopping di Mark Albiston e Louis Sutherland
- Menzione speciale: Bejbi blues di Katarzyna Roslaniec
- Special Prize per il miglior cortometraggio: Första gången di Anders Hazelius
- Menzione speciale: Barefoot di Danis Goulet

### Premi delle giurie indipendenti
- Guild Film Prize: Gloria di Sebastián Lelio
- Peace Film Prize: Alam laysa lana di Mahdi Fleifel
- Premio Heiner Carow: Naked Opera di Angela Christlieb
- Label Europa Cinemas: Alabama Monroe - Una storia d'amore di Felix Van Groeningen
- Premio Caligari: Hélio Oiticica di Cesar Oiticica Filho
- Amnesty International Film Prize: The Rocket di Kim Mordaunt
- NETPAC Prize: Lamma shoftak di Annemarie Jacir
- Cinema Fairbindet Prize: Art/Violence di Udi Aloni, Mariam Abu Khaled e Batoul Taleb
- Premio della giuria ecumenica:
  - Competizione: Gloria di Sebastián Lelio
  - Menzione speciale: An Episode in the Life of an Iron Picker di Danis Tanovic
  - Panorama: L'atto di uccidere di Joshua Oppenheimer
  - Menzione speciale: Inch'Allah di Anaïs Barbeau-Lavalette
  - Forum: Krugovi di Srdan Golubović
  - Menzione speciale: Senzo ni naru di Kaoru Ikeya
- Premio FIPRESCI:
  - Competizione: Il caso Kerenes di Călin Peter Netzer
  - Panorama: Inch'Allah di Anaïs Barbeau-Lavalette
  - Forum: Hélio Oiticica di Cesar Oiticica Filho
- Premio CICAE:
  - Panorama: Rock Ba-Casba di Yariv Horowitz
  - Forum: Grzeli nateli dgeebi di Nana Ekvtimishvili e Simon Groß
- FGYO Award Dialogue en Perspective: Zwei Mütter di Anne Zohra Berrached
- Menzione speciale: Chiralia di Santiago Gil
- Teddy Award:
  - Miglior lungometraggio: In the Name Of di Małgorzata Szumowska
  - Miglior documentario: Bambi di Sébastien Lifshitz
  - Miglior cortometraggio: Ta av mig di Victor Lindgren
  - Premio della giuria: Concussion di Stacie Passon
  - Premio dei lettori di Siegessäule: In the Name Of di Małgorzata Szumowska

### Premi dei lettori e del pubblico
- Premio del pubblico - Panorama:
  - Film: Alabama Monroe - Una storia d'amore di Felix van Groeningen
  - Documentario: L'atto di uccidere di Joshua Oppenheimer
- Premio dei lettori del Berliner Mongerpost: Lezioni di armonia di Emir Baigazin
- Premio dei lettori del Tagesspiegel: Vaters Garten - Die Liebe meiner Eltern di Peter Liechti